# Halo: Contact Harvest
Halo: Contact Harvest é um romance de ficção científica militar por Joseph Staten, baseado na série de jogos eletrônicos Halo. O livro foi lançado em outubro de 2007 e é o quinto romance Halo, após Halo: Ghosts of Onyx de 2006, escrito por Eric Nylund. Staten era um funcionário de longa data da Bungie, desenvolvedora da série de jogo eletrônico Halo; Ele dirigiu as cutscenes nos jogos eletrônicos da série e é um dos principais contribuintes para enredo de Halo. Ele decidiu escrever um romance que agradasse aos jogadores, assim como àqueles que nunca leram um romance Halo.
Situado em 2525, vinte e sete anos antes dos eventos de Halo: Combat Evolved, o romance conta a história do primeiro encontro do Comando Espacial das Nações Unidas com o coletivo alienígena conhecido como Covenant no mundo colônia de Harvest, e o início do longa guerra que se segue. O romance é uma peça conjunto, seguindo personagens humanos e alienígenas. O protagonista é um jovem fuzileiro naval, o sargento Avery Johnson, que também aparece nos jogos eletrônicos Halo. Após o lançamento, o livro foi geralmente bem recebido e se tornou o bestseller do The New York Times em sua primeira semana. Os críticos apontaram o sucesso do romance como um sinal da crescente importância da história nos jogos eletrônicos.

## Antecedentes

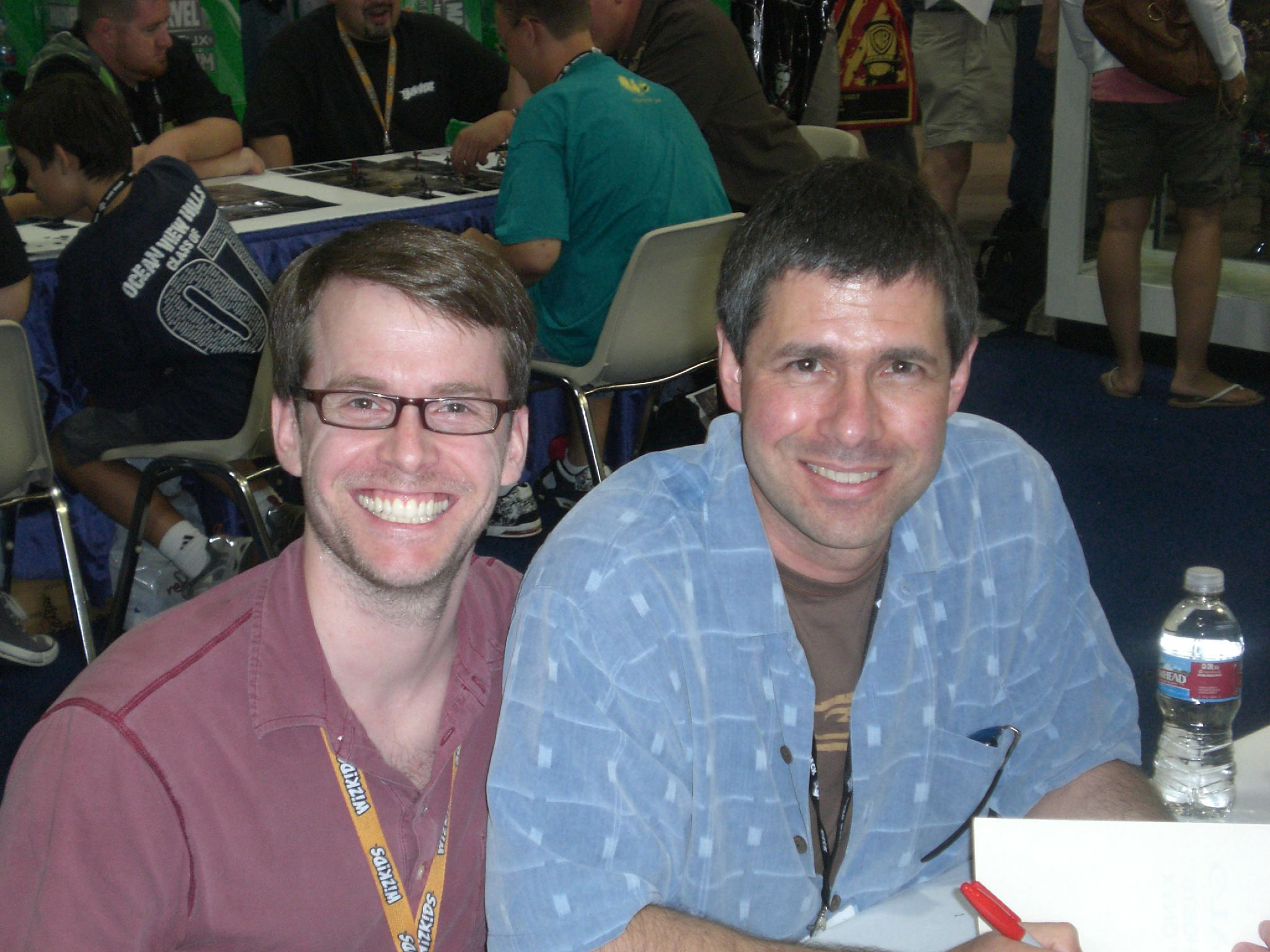
Staten e seu colega autor de Halo, Eric Nylund, promoveram Contact Harvest na Comic-Con International 2007, distribuindo pôsteres da capa do livro.

Segundo o autor Joseph Staten, a editora Tor Books perguntou à desenvolvedora de Halo, Bungie, se eles tinham alguém adequado para escrever o próximo romance. Staten, tendo escrito muito do cânon da série Halo, foi a escolha óbvia. O autor descobriu que o livro era a maneira perfeita de elaborar a história de Halo sem eliminá-la do jogo eletrônico: "Sempre achei que enganamos [o jogador]. Não temos muito tempo para contar histórias enquanto as balas estão voando." Staten considerou o romance a maneira perfeita de fazer o personagem do sargento Johnson - quem era unidimensional nos jogos - justiça adequada como um personagem equilibrado. Respondendo à pergunta da G4TV sobre a ação de escrever, Staten respondeu que achava que escrever "envolve desacelerar as coisas", em comparação com um jogo Halo. O autor também disse que o trabalho de seus autores de ficção científica favoritos ajudou a ensinar-lhe a importância de afiar uma "voz forte e consistente".
Originalmente, o romance deveria ser lançado antes do lançamento de Halo 3 em 25 de setembro; Staten afirmou que, devido ao seu envolvimento com os dois projetos, o romance ficou para trás. Ele também enfatizou que esperava que Contact Harvest fosse um bom romance, não apenas um bom romance de Halo; "... alguém que não é fã de Halo - alguém que não leu nenhum dos romances anteriores - poderá escolher Contact Harvest e desfrutar da leitura".
Esse foco na precisão foi um desafio para Staten, pois ele acredita que seu público é altamente inteligente, disposto e capaz de relatar falhas; colegas funcionários da Bungie cruzaram as referências de seus rascunhos com a "Halo Story Bible" para garantir o acordo canônico. Um exemplo de fãs que criticaram Staten pelo romance ocorreu logo após a capa do romance ter sido revelada em julho de 2007. A capa mostra o protagonista, Sargento Avery Johnson segurando uma arma conhecida como Battle Rifle. Como a arma foi introduzida pela primeira vez no jogo eletrônico Halo 2 e os eventos de Contact Harvest ocorreram décadas antes do jogo, os fãs foram rápidos em dizer que Staten cometeu um erro. Staten mais tarde apontou que tinha boas razões para incluir a arma infratora no livro, e justificou a inclusão afirmando que a arma é uma forma prototípica da versão que os jogadores usam no jogo.

## Sinopse

### Ambientação e personagens
Contact Harvest ocorre no ano 2524 no universo Halo, onde a tecnologia mais rápida do que a luz permitiu que a humanidade se espalhasse pela galáxia. Essas colônias são administradas pelo Comando Espacial das Nações Unidas, ou UNSC. Insurreicionistas lançam ataques ao UNSC em uma tentativa de independência colonial. O romance é uma peça conjunta, com a ação sendo narrada a partir de pontos de vista humanos e alienígenas do Covenant. O romance apresenta vários personagens dos jogos eletrônicos Halo, bem como novos personagens. O protagonista é Avery Johnson, um fuzileiro naval que é enviado para a colônia de Harvest para lidar com atividades suspeitas de insurreicionistas; Johnson já havia aparecido no jogo eletrônico Halo: Combat Evolved, suas sequências e no romance Halo: First Strike. Um personagem secundário é Wallace Jenkins, um infeliz fuzileiro naval que é assimilado pelo parasita Flood em Halo: Combat Evolved e desempenha um papel importante na romantização do jogo, Halo: The Flood. Contact Harvest também ilumina as origens de vários personagens Covenant que desempenham papéis importantes nos jogos eletrônicos, como o Chefe tribal Tartarus e os três Prophet Hierarchs, Truth, Mercy e Regret.

### Resumo do enredo
A distante colônia humana Harvest serve de celeiro para as outras colônias. O Escritório de Inteligência Naval do Comando Espacial das Nações Unidas (ONI) nota estranhos desaparecimentos de naves humanas ao redor de Harvest e presume que os insurrecionistas estão por trás dos ataques. A ONI tira os sargentos Avery Johnson e Nolan Byrne das linhas de frente da insurreição para formar uma milícia para proteger Harvest. Os desaparecimentos são revelados como sendo naves Kig-Yar alienígenas que interceptam as naves em sua busca por relíquias deixadas pelos Forerunners, uma raça ancestral sagrada para os Kig-Yar e outros membros do Covenant. Os membros da nave ficam chocados ao descobrir que seus instrumentos indicam centenas de milhares de relíquias Forerunner em Harvest. Preparando uma armadilha para os sequestradores, Johnson e Byrne enfrentam o Covenant em combate. Outra nave Covenant chega, esta tripulada por Jiralhanae. Essas tropas, lideradas por seu chefe tribal Maccabeus, receberam ordens de confirmar a presença das relíquias; apesar das reservas de seu sobrinho, Tartarus, Maccabeus concorda em negociar com os humanos em Harvest para garantir as relíquias Forerunner. No meio da reunião nos jardins de Harvest, o Covenant começa um tiroteio e as negociações de paz são interrompidas.
Na cidade sagrada do Covenant de High Charity, dois San'Shyuum, o Minister of Fortitude e o Vice-Minister of Tranquility, planejam tomar o lugar dos três Prophet Hierarchs que atualmente lideram o Covenant. Eles visitam o Philologist para receber bênçãos e conselhos. Enquanto Tranquility e Fortitude se encontram com o Philologist, o "Oráculo", uma inteligência artificial Forerunner chamada Mendicant Bias, desperta da dormência. Mendicant Bias informa ao San 'Shyuum que os "artefatos Forerunner" encontrados em Harvest são na verdade os próprios humanos, o que significa que os ensinamentos centrais do Covenant são falsos. O Minister of Fortitude percebe que a verdade nunca deve ser revelada para que o Covenant não seja destruído.
De volta a Harvest, Johnson e sua milícia estão com menos homens e menos armas. Maccabeus recebe a ordem de "cristalizar" o planeta do espaço, mas desobedece e lança um ataque terrestre em um esforço para recuperar as relíquias. Johnson e sua equipe embarcam em uma plataforma orbital controlada por Dadab e suas tropas para evacuar a população de Harvest. Tartarus desafia Maccabeus pelo controle da matilha Jiralhanae, matando seu tio e se tornando o próximo líder. Os civis humanos e sobreviventes de Harvest evacuam com sucesso o planeta em centenas de cargueiros, enquanto em High Charity, o Minister of Fortitude, Tranquility e o Philologist se tornam os novos Prophets Hierarchs e começam uma guerra contra a humanidade para suprimir a verdade que aprenderam.

## Recepção
Após o lançamento, Contact Harvest estreou em #3 na lista de mais vendidos do The New York Times. O romance também apareceu na lista dos mais vendidos do USA Today e Publishers Weekly ao mesmo tempo. Os revisores notaram que, apesar de ser um escritor não comprovado, Staten teve sucesso na elaboração de um romance excelente; queixas incluíam a prosa excessivamente descritiva e o uso de jargão militar. Will Tuttel, do Gamespy.com, disse que o sucesso do romance faz sentido porque os jogos eletrônicos são cada vez mais sobre a história. Um audiolivro de dez CDs foi lançado posteriormente, apresentando as vozes de Holter Graham e Jen Taylor; A Publishers Weekly gostou da atuação de Graham, mas sentiu que a ênfase exagerada de Taylor e os dialetos cafonas prejudicaram a tensão do romance.
Sucesso Contact Harvest foi surpreendente para alguns. Em 8 de janeiro de 2008, o segmento "All Things Considered" da National Public Radio publicou uma história na qual a repórter Chana Joffe perguntou a Staten se os jogadores liam e agiam surpresos que Halo tivesse uma história. Vários escritores que cobriram a história acreditaram que o artigo "All Things Considered" era preconceituoso e insultuoso contra os jogadores. Scott Siegel, do Joystiq, em particular, criticou a entrevistadora Chana Joffe, dizendo que ela "dá golpes injustos nos fãs de jogos eletrônicos".